# Bernd Doll
Bernd Doll (* 24. März 1946 in Karlsruhe) ist ein CDU-Politiker. Er war 1986–2009 Oberbürgermeister der Stadt Bruchsal und 1999–2004 Präsident des Städtetags Baden-Württemberg.

## Leben und Wirken
Aufgewachsen ist Doll in Untergrombach, er besuchte das Justus-Knecht-Gymnasium Bruchsal und absolvierte eine Verwaltungsausbildung. Im März 1970 wurde er persönlicher Referent des damaligen Oberbürgermeisters Adolf Bieringer. Im Jahr 1979 wurde Doll Bürgermeister und nach der entsprechenden Wahl und Wiederwahl von Januar 1986 bis September 2009 Oberbürgermeister der Stadt Bruchsal. Seine dritte Amtszeit als Oberbürgermeister beendete er auf eigenen Wunsch am 30. September 2009. Zu seiner Nachfolgerin wurde 2009 Cornelia Petzold-Schick gewählt.
Von 1979 bis 2009 war Doll Mitglied des Kreistages Karlsruhe. Nach dem Tod von Landrat Claus Kretz wurde er von Januar 2007 bis September 2007 kommissarischer Vorsitzender des Karlsruher Kreistages. Nach der Neuwahl folgte Christoph Schnaudigel als offizieller Landrat. Zudem war Bernd Doll von 1999 bis 2004 Präsident des Städtetags Baden-Württemberg.
Er war Herausgeber verschiedener Bücher und verfasste zusammen mit Ludwig Windstoßer den Bildband Bruchsal im Bild. Er ist Vorstandsvorsitzender der Bürgerstiftung Bruchsal und war bis 2023 im Kuratorium der Bildungsstiftung engagiert.
Am 13. Dezember 2011 stimmte der Gemeinderat für die Verleihung der Ehrenbürgerwürde an Bernd Doll, diese wurde ihm im Jahr 2012 verliehen.

## Ehrungen
- Ehrenmitglied und goldene Ehrennadel des Sängerkreises Bruchsal
- Silberne Verdienstmedaille des Landkreistags Baden-Württemberg (2009)
- Ehrenkreuz der Bundeswehr in Gold (2009)
- Ehrenbürgerwürde der Stadt Bruchsal (2012)